# Bonding-Studenteninitiative
bonding-Studenteninitiative – apolityczna i non-profit organizacja studencka założona w 1988 roku w Akwizgranie w Niemczech.
Celem organizacji jest rozwój studentów kierunków technicznych. Co roku każda z grup bonding organizuje targi pracy (bonding-Firmenkontaktmesse), wycieczki do firm, spotkania z pracodawcami, case study, szkolenia dla studentów. Wszystkie te projekty są bezpłatne dla uczestniczących w nich studentów.
Bonding jest członkiem Cologne Round Table.

## Miasta, gdzie obecny jest bonding
- Akwizgran
- Berlin
- Bochum
- Brunszwik
- Drezno
- Erlangen
- Hamburg
- Kaiserslautern
- Karlsruhe
- Monachium
- Stuttgart

## Organizacje partnerskie
- BEST (od 1997)
- CFES (od 2005)
- Cologne Round Table